# العلاقات الفانواتية المالطية
العلاقات الفانواتية المالطية هي العلاقات الثنائية التي تجمع بين فانواتو ومالطا.

## مقارنة بين البلدين
هذه مقارنة عامة ومرجعية للدولتين:
| وجه المقارنة                                              | فانواتو                                  | مالطا                                                     |
| --------------------------------------------------------- | ---------------------------------------- | --------------------------------------------------------- |
| المساحة (كم2)                                             | 12.19 ألف                                | 316                                                       |
| عدد السكان (نسمة)                                         | 276.24 ألف                               | 465.29 ألف                                                |
| الكثافة السكانية (ن./كم²)                                 | 22.66                                    | 147.24 ألف                                                |
| العاصمة                                                   | بورت فيلا                                | فاليتا                                                    |
| اللغة الرسمية                                             | اللغة البسلاما، لغة فرنسية، لغة إنجليزية | اللغة المالطية، لغة إنجليزية                              |
| العملة                                                    | فاتو فانواتي                             | يورو، ليرة مالطية                                         |
| الناتج المحلي الإجمالي (بليون دولار)                      | 862.88 مليون                             | 12.54 مليار                                               |
| الناتج المحلي الإجمالي (تعادل القوة الشرائية) بليون دولار | 790.76 مليون                             | 14.68 مليار                                               |
| الناتج المحلي الإجمالي الاسمي للفرد دولار أمريكي          | 2.81 ألف                                 | 22.60 ألف                                                 |
| الناتج المحلي الإجمالي للفرد دولار أمريكي                 | 3.03 ألف                                 |                                                           |
| مؤشر التنمية البشرية                                      | 0.594                                    | 0.839                                                     |
| رمز المكالمات الدولي                                      | +678                                     | +356                                                      |
| رمز الإنترنت                                              | .vu                                      | .mt                                                       |
| المنطقة الزمنية                                           | ت ع م+11:00                              | توقيت وسط أوروبا، ت ع م+01:00، ت ع م+02:00، أوروبا/مالطا ‏ |

## منظمات دولية مشتركة
يشترك البلدان في عضوية مجموعة من المنظمات الدولية، منها:
| علم المنظمة | اسم المنظمة                        | تاريخ انضمام فانواتو | تاريخ انضمام مالطا |
| ----------- | ---------------------------------- | -------------------- | ------------------ |
|             | يونسكو                             | 10 فبراير 1994       | 10 فبراير 1965     |
|             | مؤسسة التمويل الدولية              | 28 سبتمبر 1981       | 1 يونيو 2005       |
|             | منظمة حظر الأسلحة الكيميائية       | ?                    | ?                  |
|             | منظمة التجارة العالمية             | ?                    | ?                  |
|             | وكالة ضمان الاستثمار متعدد الأطراف | 27 يوليو 1988        | 12 سبتمبر 1990     |
|             | الاتحاد البريدي العالمي            | ?                    | ?                  |
|             | الاتحاد الدولي للاتصالات           | 30 مارس 1988         | 1965               |
|             | الأمم المتحدة                      | 15 سبتمبر 1981       | 1 ديسمبر 1964      |
|             | البنك الدولي للإنشاء والتعمير      | 28 سبتمبر 1981       | 26 سبتمبر 1983     |
|             | المنظمة الهيدروغرافية الدولية      | ?                    | ?                  |
|             | دول الكومنولث                      | ?                    | ?                  |

## وصلات خارجية
- موقع وزارة الخارجية المالطية